# GOLDEN☆BEST REBECCA
『GOLDEN☆BEST REBECCA』（ゴールデン・ベスト レベッカ）は、2010年4月28日に発売されたレベッカのシングル・コレクション。発売元はSony Music Direct / GT music。

## 概要
各レコード会社が共同でリリースされている廉価盤ベスト・アルバム『ゴールデン☆ベスト』シリーズの1枚で、Sony Recordsでリリースした全シングルA面、B面(C/W)をリリース順に網羅したシングル・コレクション。そのため、2000年にイーストウエスト・ジャパンからリリースされた「神様と仲なおり/HELLO TEENAGE」は収録されていない。
12インチシングルは『12inch REMIX』でまとめられているためラインナップから外されているが、1989年に発売された「SUPER GIRL」のみ収録されている。
発売当時、オリコンチャートは194位だったが、2015年のレベッカの再結成発表後に300位以内に2回ランクインを皮切りに、2015年12月27日に放送された『SONGSスペシャル レベッカ』と12月31日の『第66回NHK紅白歌合戦』出演後にオリコンチャート90位、登場回数8回のヒットを記録した。

## 収録曲
| 全編曲: レベッカ。 |                                   |                      |            |      |
| #                  | タイトル                          | 作詞                 | 作曲       | 時間 |
| 1.                 | 「ウェラム・ボートクラブ」        | 木暮武彦・有川正沙子 | 木暮武彦   | 4:05 |
| 2.                 | 「夢幻飛行」                      | NOKKO・有川正沙子    | 後藤次利   | 3:19 |
| 3.                 | 「ヴァージニティー」              | 宮原芽映             | 土橋安騎夫 | 4:07 |
| 4.                 | 「黄金の日々」                    | NOKKO・有川正沙子    | 木暮武彦   | 4:01 |
| 5.                 | 「ラブ イズ Cash」                | NOKKO・沢ちひろ      | 土橋安騎夫 | 4:26 |
| 6.                 | 「恋するおもちゃ」                | 松井五郎             | 中崎英也   | 3:37 |
| 7.                 | 「フレンズ」                      | NOKKO                | 土橋安騎夫 | 4:34 |
| 8.                 | 「ガールズ ブラボー!」            | NOKKO                | 土橋安騎夫 | 4:34 |
| 9.                 | 「RASPBERRY DREAM」               | NOKKO                | 土橋安騎夫 | 4:41 |
| 10.                | 「Motor Drive」                   | NOKKO                | 土橋安騎夫 | 3:49 |
| 11.                | 「LONELY BUTTERFLY」              | NOKKO                | 土橋安騎夫 | 4:39 |
| 12.                | 「GIRL SCHOOL」                   | NOKKO                | 土橋安騎夫 | 3:54 |
| 13.                | 「Monotone Boy」                  | 松本隆               | 土橋安騎夫 | 4:25 |
| 14.                | 「Never Told You But I Love You」 | 宮原芽映             | 土橋安騎夫 | 4:27 |
| 15.                | 「NERVOUS BUT GLAMOROUS」         | NOKKO                | 土橋安騎夫 | 4:42 |
| 16.                | 「真夏の雨」                      | NOKKO                | 土橋安騎夫 | 4:58 |

| 全編曲: レベッカ。 |                                  |                       |                      |      |
| #                  | タイトル                         | 作詞                  | 作曲                 | 時間 |
| 1.                 | 「MOON」                         | NOKKO                 | 土橋安騎夫           | 4:47 |
| 2.                 | 「VIRGINITY (LIVE VERSION)」     | 宮原芽映              | 土橋安騎夫           | 5:21 |
| 3.                 | 「One More Kiss」                | NOKKO                 | 土橋安騎夫           | 5:40 |
| 4.                 | 「Noise From Your Heart」        | NOKKO                 | 土橋安騎夫           | 4:40 |
| 5.                 | 「Vanity Angel」                 | NOKKO                 | 土橋安騎夫           | 5:00 |
| 6.                 | 「One Way Or Another」           | M.KESSLEY, M.L.KORTES | 土橋安騎夫           | 4:54 |
| 7.                 | 「SUPER GIRL」                   | NOKKO                 | 土橋安騎夫           | 4:51 |
| 8.                 | 「BLOND SAURUS (WILD REMIX)」    | NOKKO                 | 土橋安騎夫・高橋教之 | 6:28 |
| 9.                 | 「LITTLE ROCK」                  | NOKKO                 | 土橋安騎夫           | 4:57 |
| 10.                | 「SEXY GROOVE」                  | NOKKO                 | 土橋安騎夫           | 4:25 |
| 11.                | 「フレンズ 〜remixed edition〜」 | NOKKO                 | 土橋安騎夫           | 4:39 |
| 12.                | 「Maybe Tomorrow」               | NOKKO                 | 土橋安騎夫           | 5:30 |
| 13.                | 「Raspberry Dream」              | NOKKO                 | 土橋安騎夫           | 4:42 |
| 14.                | 「Tattoo Girl」                  | NOKKO                 | 木暮武彦             | 4:32 |